# Bang Khun Thian
Bang Khun Thian (en tailandés: บางขุนเทียน) es uno de los 50 distritos de Bangkok, Tailandia. Es fronterizo, en el sentido de las agujas del reloj, con: Bang Bon, Chom Thong, y Thung Khru distritos también de la capital; el amphoe Phra Samut Chedi de la Provincia de Samut Prakan y Amphoe Mueang de la Provincia de Samut Sakhon.

## Historia
Bang Khun Thian es un antiguo distrito, cuyo origen se sitúa en 1867 como un amphoe de Thon Buri. 
En 1972, Thon Buri y la provincia de Phra Nakhon se fusionaron en la metrópoli de Bangkok, y las unidades administrativas resultantes fueron denominadas khet y los subdistritos kwaeng. Así, Bang Khun Thian se convirtió en distrito de la ciudad, integrado por siete subdistritos: Bang Khun Thian, Bang Kho, Chom Thong, Bang Mot, Tha Kham, Bang Bon, y Samae Dam.
Debido al incremento de la población, una parte de Bang Khun Thian fue separado con la denominación de Bang Khun Thien Branch 1. La nueva unidad administrativa tenía cuatro subdistritos: Bang Khun Thian, Bang Kho, Bang Mot y Chom Thong.
En 1989, Bang Khun Thian Branch 1 se convirtió en un distrito con el nombre de Chom Thong. En 1997, el subdistrito de Bang Bon fue separado de Bang Khun Thian y se constituyó su distrito propio.

## Lugares
Bang Khun Thian tiene una lista de costa de unos cinco kilómetros, fangosa, donde hay un bosque de manglares y granjas de camarones. La única manera de acceder a la bahía de Tailandia es mediante una embarcación. Un grupo de macacos de la zona (Macaca fascicularis, en tailandés, ลิงแสม), viven en la costa cerca del mar. Hay una pequeña comunidad de pescadores y son famosos los restaurantes de marisco en la zona.
Los más importantes templos son: Wat Kamphang (วัดกำแพง), Wat Kok (วัดกก), and Wat Bang Kradee (วัดบางกระดี่).

## Administración territorial
Se divide en dos subdistritos: (Kwaeng)
| 1. | Tha Kham  | ท่าข้าม |
| 2. | Samae Dam | แสมดำ |